# Szuronyos istállólégy
A szuronyos istállólégy (Stomoxys calcitrans) a rovarok (Insecta) osztályának a kétszárnyúak (Diptera) rendjébe, ezen belül a légyalkatúak (Brachycera) alrendjébe és az igazi légyfélék (Muscidae) családjába tartozó faj.

## Származása, elterjedése
A szuronyos istállólégy Eurázsiából származik, de mára világszerte előfordul.

## Megjelenése, felépítése
5-8 milliméter hosszú. Nagyon hasonlít a kis házilégyre és a házilégyre, de nyugalmi helyzetben a szárnyait jobban széttartja. A pihenő állaton azonnal észrevehetjük az előreálló, hosszú, szuronyszerűen kihegyesedett, vérszíváshoz alkalmazkodott szívókát. Testének elülső részét kissé emeltebben tartja.

## Életmódja, élőhelye
A gazdaságok környékén, a legszívesebben istállókban tartózkodik, de a lakásokban is gyakori.
Bomló szerves anyagokkal és emlősállatok vérével táplálkozik. Az embert is megtámadja, lakásokba is berepül. Fájdalmas, tűszúrásszerű szúrásával veszélyes kórokozókat, baktériumokat, fonálférgeket és véglényeket terjeszt.
Lárvái elsősorban tehén- és lótrágyában élnek.

### Szaporodása
A hímek és a nőstények már a bábból való kibúvást követő 4. napon párosodnak. A nőstény ló- vagy szarvasmarhatrágyába rakja petéit. Számuk a 600-at is elérheti, mennyiségüket a hím jelenléte és a magas hőmérséklet erősen befolyásolja. A teljes fejlődési idő a peterakástól a légy megjelenéséig mindössze 14 nap.